# Som et strejf af en dråbe – Danmark synger farvel til Kim Larsen
Som et strejf af en dråbe – Danmark synger farvel til Kim Larsen var DR:s minneskonsert för Kim Larsen den 7 oktober 2018 på Rådhuspladsen i Köpenhamn. Minneskonserten direktsändes på DR1 och P4. Gemenskapssång ackompanjeras av ett antal danska musiker som framför sina tolkningar av Larsens sånger. Storbildsdukarna sattes upp i Aalborg på Musikkens Plads vid Musikkens Hus, i Aarhus på Officerspladsen vid Musikhusparken och i Odense på Flakhaven vid Rådhuset.